# Laurence-Anne
Laurence-Anne Charest-Gagné est une chanteuse pop québécoise. Son premier album, Première Apparition, a été finaliste pour le 2019 Polaris Music Prize (en).

## Biographie
Originaire de Saint-Pascal, Gagné est finaliste lors de l'édition de 2017 des Francouvertes. Son premier album, Première apparition, est lancé en février 2019. Laurence-Anne le présente lors d'une tournée du Québec l'été suivant. L'album est finaliste pour le prix Polaris en 2019 et pour le SOCAN Songwriting Prize (en) en 2020, pour la chanson Instant zéro.
Par la suite, Gagné signe un contrat avec Bonsound, qui lance son EP Accident en août 2020.
En avril 2021, elle lance son deuxième album, Musivision.

## Récompenses
- Gala de l'ADISQ 2024 : Nomination pour Album de l'année – Alternatif pour l'album Oniromancie[10]

## Discographie

### Albums studio
- 2019 - Première Apparition (Duprince)
- 2020 - Accident (Ep) (Bonsound)
- 2021 - Musivision (Bonsound)
- 2023 - Oniromancie (Bonsound)